# Armthorpe
Armthorpe är en ort och civil parish i Doncaster i Storbritannien. Den ligger i grevskapet South Yorkshire och riksdelen England, i den sydöstra delen av landet, 230 km norr om huvudstaden London. Armthorpe ligger 10 meter över havet och antalet invånare är 12 911.
Terrängen runt Armthorpe är platt. Runt Armthorpe är det tätbefolkat, med 427 invånare per kvadratkilometer. Närmaste större samhälle är Doncaster, 5,3 km väster om Armthorpe. Trakten runt Armthorpe består till största delen av jordbruksmark.